# American Society for Virology
Die American Society for Virology (ASV) ist eine amerikanische Fachgesellschaft und wurde 1981 als weltweit erste rein virologische Gesellschaft gegründet. Sie vertritt Forscher aus allen Bereichen der Virologie, der virologischen Grundlagenforschung wie auch der medizinisch-infektiologischen Virologie; Sitz: College Park (Maryland).

## Gründung
Zuvor waren virologische Forscher und medizinisch tätige Virologen in der American Society for Microbiology und International Association of Microbiological Societies organisiert. Aufgrund der erheblichen Unterschiede zwischen mikrobiologischen/bakteriologischen Fragestellungen und der sich methodisch und wissenschaftlich unabhängig entwickelnden Virologie einerseits sowie der institutionellen Dominanz von Bakteriologen andererseits, die die Virologie als Teilgebiet ihres Faches begriffen, gipfelten die Konflikte in der Gründung der neuen Fachgesellschaft. Die Virologen fühlten sich bereits seit den 1960er-Jahren nicht ausreichend in den alten Fachgesellschaften repräsentiert. Nachdem 1966 ein Antrag führender Virologen zur Gründung einer virologischen Fachgruppe innerhalb der American Society for Microbiology abgelehnt wurde, trafen sich Virologen zu einem eigenen internationalen Kongress 1968 in Helsinki. In den folgenden Jahren wurde mehrfach das Problem einer unabhängigen Fachvertretung erörtert. Ähnliche Ursachen hatte die Gründung der Gesellschaft für Virologie 1990 im deutschsprachigen Raum als Resultat der fehlenden angemessenen Vertretung virologischer Interessen und Fragestellungen in der DGHM.
Die Vereinigung wurde von 40 Virologen am 9. Juni 1981 im O’Hare International Airport in Chicago gegründet, die erste ordentliche Versammlung fand im August 1982 an der Cornell-Universität in Ithaca statt. Gründungspräsident war Wolfgang Joklik. Zeitgleich mit der Gründung und dem Aufbau der Gesellschaft stand die Entdeckung der HIV-Infektion und die Erkenntnisse über ihre weltweite Ausbreitung als besondere Herausforderung der modernen, eigenständigen Virologie.

## Fachgruppen
Die Vereinigung umfasst derzeit sieben Fachgruppen für Pflanzenvirologie, Virusökologie und Virusevolution, Tierviren, Medizinische Virologie, Veterinärvirologie und virale Zoonosen, Insektenvirologie sowie Bakteriophagen-Virologie (Prokaryonten-Virologie). Die ASV ist Mitglied der International Union of Microbiological Societies.

## Präsidenten der ASV
- Wolfgang Joklik, 1981–1983
- Harold S. Ginsberg, 1983–1984
- Robert R. Wagner, 1984–1985
- Purnell W. Choppin, 1985–1986
- Julius S. Youngner, 1986–1987
- Paul J. Kaesberg, 1987–1988
- Kenneth I. Berns, 1988–1989
- Roland R. Rueckert, 1989–1990
- Bernard N. Fields, 1990–1991
- Max D. Summers, 1991–1992
- Sondra Schlesinger, 1992–1993
- Kathryn V. Holmes, 1993–1994
- Bernard Moss, 1994–1995
- Gail W. Wertz, 1995–1996
- Mary K. Estes, 1996–1997
- Thomas E. Shenk, 1997–1998
- Peter M. Howley, 1998–1999
- Diane E. Griffin, 1999–2000
- Dennis J. O’Callaghan, 2000–2001
- Robert A. Lamb, 2001–2002
- Charles M. Rice, 2002–2003
- Patricia G. Spear, 2003–2004
- Lynn W. Enquist, 2004–2005
- Peter Palese, 2005–2006
- Don Ganem, 2006–2007
- Ann C. Palmenberg, 2007–2008
- Harry B. Greenberg, 2008–2009
- Rozanne Sandri-Goldin, 2009–2010
- Terence S. Dermody, 2010–2011
- Bert L. Semler, 2011–2012
- Barbara Sherry, 2012–2013
- Paula Traktman, 2013–2014
- Vincent R. Racaniello, 2014–2015
- Grant McFadden, 2015–2016[2]
- Rebecca E. Dutch, 2016–2017[2]

Quelle: